# Trần Dũng Phong
Trần Dũng Phong (tiếng Trung: 陈勇锋; bính âm: Chén Yǒngfēng; 1983 – 7 tháng 4 năm 2004), được gọi là Đồ tể, là một kẻ giết người hàng loạt người Trung Quốc hoạt động ở khu vực Ôn Châu vào đầu năm 2003. Trước khi bị bắt, Trần đã giết và phi tang xác 10 người, tất cả đều là những người buôn bán phế liệu mà hung thủ đã mời vào nhà của mình.

## Tiểu sử

### Đầu đời
Ngày sinh chính xác không rõ, Trần Dũng Phong sinh năm 1983 tại huyện Thanh Điền, tỉnh Chiết Giang. Anh nghỉ học sau khi tốt nghiệp tiểu học, sau đó bắt đầu kiếm sống với những công việc lặt vặt, bao gồm cả việc làm vải bông trong gần nửa thập kỷ. Tuy nhiên, đến năm 19 tuổi, anh tìm được công việc thu gom rác thải.

### Giết người
Bắt đầu từ ngày 24 tháng 2 năm 2003 Trần bắt đầu hành động giết người của mình. Vụ giết người đầu tiên xảy ra khi anh ta muốn mua một tủ khử trùng nhưng không đủ tiền. Trần sẽ tìm các nạn nhân tại các địa điểm thu gom rác mà anh ta thường đến để làm việc, rồi mời họ đến nhà của mình rồi sát hại nạn nhân, sau đó Trần cướp tiền và đồ trang sức, sau đó phân xác và vứt những phần thi thể còn lại xuống một con sông. Trần bị bắt vào ngày 24 tháng 5, sau khi bị bắt quả tang trong lúc thực hiện hành vi phân xác nạn nhân thứ 10 cũng là nạn nhân cuối cùng của vụ giết người. Trong một cuộc khám xét nhà sau đó, cảnh sát phát hiện Trần đã trộm tổng cộng 10.032 nhân dân tệ.

### Xét xử
Phiên tòa xét xử Trần Dũng Phong được mở bởi Tòa án Nhân dân Trung cấp Ôn Châu vào cuối năm đó, với việc hung thủ một nửa thừa nhận tội lỗi. Đồng thời, một phiên tòa dân sự đối với Trần, yêu cầu phải trả chi phí tang lễ cho người thân của nạn nhân. Cuối cùng, bản án có hiệu lực, hung thủ bị kết án tử hình vào ngày 5 tháng 12 năm 2003. Vào ngày 7 tháng 4 năm sau, Trần bị tử hình.